# Jozef Thissen
Josephus Matheus Hubertus (Jozef) Thissen (Roermond, 13 juli 1840 - Roermond, 26 januari 1920) was een Nederlands beeldhouwer.

## Leven en werk
Jozef of Jos Thissen begon zijn loopbaan als 15-jarige leerling van Pierre Cuypers in het Atelier Cuypers-Stoltzenberg in zijn geboorteplaats. In 1866 verhuisde hij naar Antwerpen, waar hij studeerde aan de Academie en na zijn afstuderen in 1871 werkzaam was als zelfstandig beeldhouwer. In 1883 keerde hij terug naar Roermond, waar hij tot aan zijn overlijden een eigen atelier had, Atelier voor kerkelijke kunst J. Thissen, dat hij later voortzette met zijn zonen.
Thissen richtte zich met name op kerkelijke beeldhouwkunst. Hij won een eerste prijs met een preekstoel op de Antwerpse wereldtentoonstelling in 1885, deze werd later dat jaar geplaatst in de Werenfriduskerk in Wervershoof. Hij maakte daarnaast onder meer een beeld van de heilige Apollonia voor de Sint-Amelbergabasiliek in Susteren (1876) en neogotische altaren voor de Willibrorduskerk in Liessel (1901). Voor de Sint-Martinuskerk te Beek vervaardigde hij in 1901-1902 een nieuw hoogaltaar gebaseerd op de Maaslandse kunst van de 11de-13de eeuw. Hij vervaardigde dit in opdracht van Professor Dr. Charles Henri Spronck die het schonk aan de parochie. Jos. Thissen was ook actief als restaurateur.
Thissen overleed op 79-jarige leeftijd.

## Werken (selectie)
- 1880 Maria met kind, Bovenstestraat, Karmelklooster, in Echt
- 1890 Maria met kind (putbeeld), Pastoorswal, Roermond
- 1892 Bernard ter Haar, Begraafplaats Rosendael, Rozendaal
- 1893 Maria en de engel Gabriël, Munsterplein, Munsterkerk, Roermond
- 1909 De heilige familie, Kloosterstraat, Tienray
- 1909 Maria, Kloosterstraat, Tienray

## Foto's

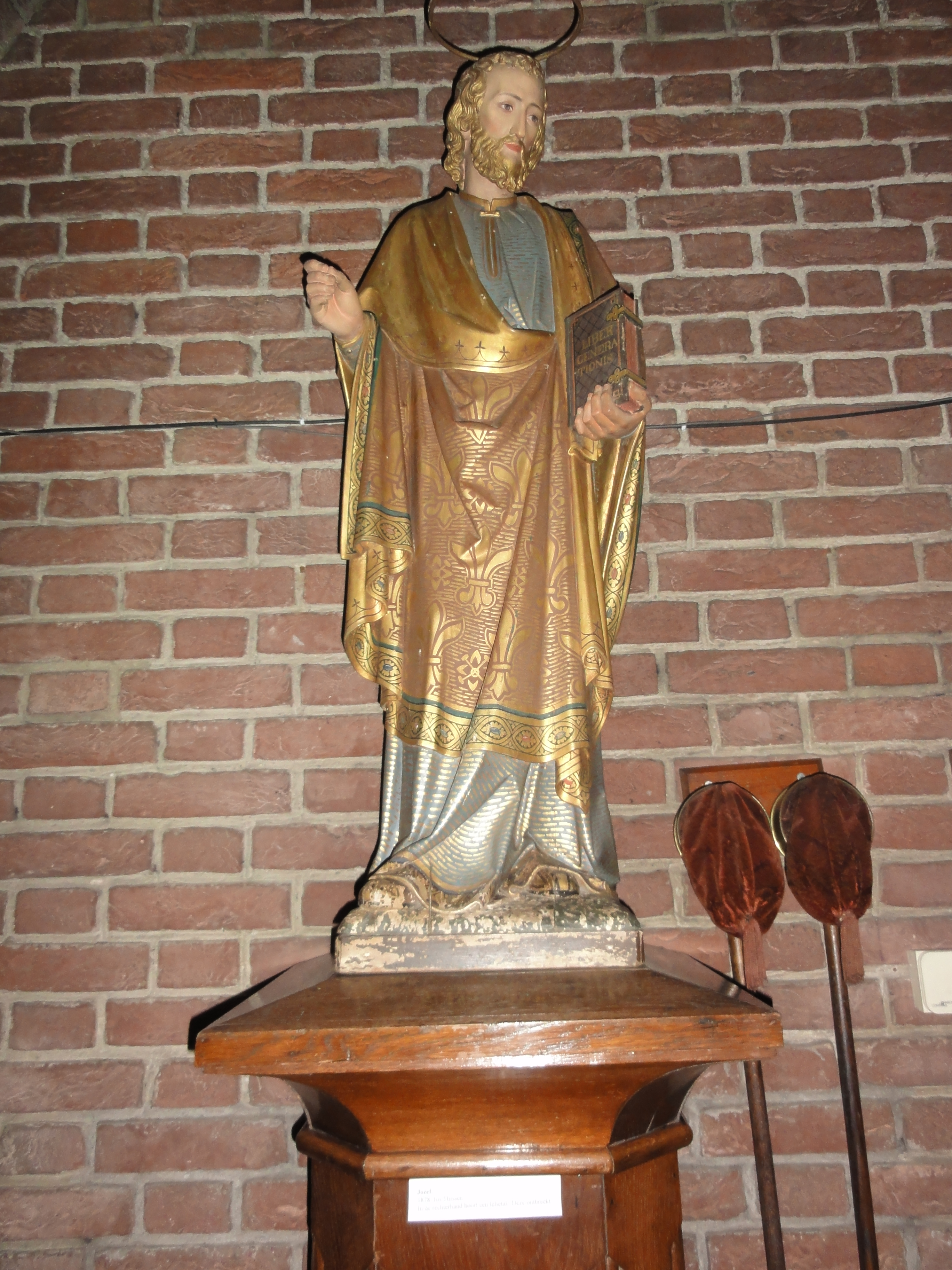
Sint Jozef (1878), Venray
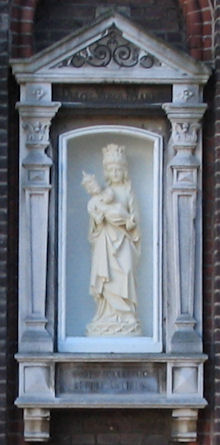
Putbeeld (1890)